# 音樂無疆界
音樂無疆界是由香港著名流行音樂歌手張學友與華人著名音樂家澳洲昆蘭士管絃樂團合作，於1996年10月26日至27日在香港紅磡體育館二場表演的現場錄音專輯，唱片監製是哈利·梅德卡爾夫，錄音和出版由寶麗金唱片公司方面全程製作，版本分爲CD唱片（第二場）和DVD Video（第四場）。

## 選曲
本次的演唱會張學友選了餓狼傳說拿了做第一首歌，到最后的嘶吼「狼叫」被眾歌迷封為經典，之后他也選了新專輯的「忘記你我做不到」、經典國語歌「吻別」、經典歌曲「李香蘭」等。

### 曲目
|   | 日期       | 專輯               | 選取歌曲數目 |
| - | ---------- | ------------------ | ------------ |
| 1 | 1990.07    | 《夢中的你》       | 1            |
| 2 | 1992.05.13 | 《真情流露》       | 1            |
| 3 | 1993.03    | 《吻別》           | 1            |
| 4 | 1994.05    | 《餓狼傳說》       | 2            |
| 5 | 1996.06.12 | 《忘記你我做不到》 | 2            |

1. 餓狼傳說
2. 忘記你我做不到
3. 吻別
4. 情書
5. 這一次意外
6. 分手總要在雨天
7. 李香蘭